# Niny Comolli
Niny Comolli, pseudonimo di Antigone Vaginay (Milano, 30 luglio 1915 – Milano, 31 gennaio 2010), è stata una musicista italiana, pianista e autrice di canzoni. È stata la prima donna a far parte di un'orchestra della RAI.
Ha partecipato all’ideazione dello Zecchino d'Oro, primo concorso canoro italiano per l’infanzia.
Ha fondato e diretto il Coro dei Piccoli Cantori di Milano.

## Biografia
Figlia del musicista italiano Attilio Sgobbi, che non la riconobbe, e di Louise Vaginay (Tullins, 11 febbraio 1880 - Milano, 1960), sarta e pianista autodidatta.
A nove anni viene ammessa eccezionalmente al Conservatorio di Milano, dove si diploma in pianoforte nel 1935.
Nel 1941 sposa Luigi Marcora. L’anno successivo nasce il figlio Roberto.
Poco dopo Luigi contrae la tubercolosi ed è nell’impossibilità di sostenere la famiglia. Niny accantona la carriera concertistica di musica classica e trova posto come pianista in diverse compagnie teatrali, lavorando tra gli altri con Pina Renzi, Odoardo Spadaro e Mario Consiglio.
Nel 1948 resta vedova. Continua a lavorare nell'ambito del teatro di rivista. Collabora con Dario Fo, Nuto Navarrini e Tino Scotti.

### Pianista nell'Orchestra RAI
Agli inizi degli anni ’50, la Rai indice un concorso per un posto di pianista (presumibilmente presso l'Orchestra ritmo-sinfonica). Niny partecipa e, quando riceve la lettera con cui le comunicano la vittoria e la relativa proposta di assunzione, si accorge che nel testo viene apostrofata al maschile: il nome Antigone ha probabilmente tratto in inganno gli esaminatori. Inizialmente Niny viene messa a suonare dietro un paravento, per una questione di “opportunità”: nell’orchestra infatti non erano presenti altre donne. Mario Consiglio, che dirigeva l’orchestra, chiede e ottiene successivamente la rimozione del paravento.
Come pianista Rai partecipa a importanti produzioni televisive: Il Signore di Mezza Età con Marcello Marchesi, L'amico del Giaguaro con Raffaele Pisu, Gino Bramieri e Marisa Del Frate. Lavora inoltre con i registi Gianfranco Bettettini, Eros Macchi, Romolo Siena e con i maestri Mario Consiglio, Aldo Buonocore, Pino Calvi e Tony De Vita.
In quegli anni compone le prime canzoni in dialetto milanese per attrici che lavorano alla RAI di Milano: Evelina Sironi, Liliana Feldman e Maria Pia Arcangeli.
Nel 1950 sposa Dino Comolli, che di lì a poco fonderà il Quartetto Radar e decide di usare il cognome del marito. Da questo secondo matrimonio nasce una figlia, Elena, che morì di meningite a solo 2 anni e mezzo.
Nel 1959, con il paroliere Luciano Beretta, realizza un 33 giri per bambini intitolato Il girotondo delle Fiabe. In seguito a questa incisione, inizia la sua collaborazione con il settore culturale della Rai, che la chiama a comporre le musiche di alcune tra le più famose sigle e serie di pupazzi animati, a cominciare da Topo Gigio.

### Il contributo alla nascita dello Zecchino d'Oro
Sempre nel 1959, su invito ed in collaborazione con gli organizzatori del Salone del bambino, che si teneva presso la Triennale di Milano, concepisce e organizza un festival di canzoni per bambini che l’anno seguente sarà portato al Teatro Fiera, presso il Centro di Produzione RAI di Milano. Questa manifestazione prenderà il nome di Zecchino d’Oro.
Nel 1960 è ancora la RAI di Milano a occuparsi dell'appuntamento canoro, ma l'anno successivo la manifestazione viene trasferita a Bologna e il coinvolgimento di Niny finisce.

### La nascita del Coro dei Piccoli Cantori di Milano
Nel 1964, Tony Martucci, Giuseppe Radaelli e Pier Emilio Bassi lanciano a Milano un nuovo concorso canoro per bambini chiamato Ambrogino d'Oro. Per accompagnare le canzoni in gara Niny crea un piccolo coro formato da 10 bambini, chiamato Baby Stars. Qualche anno dopo il gruppo cambia nome, diventando il Coro dei Piccoli Cantori di Milano.
A partire dal 1985, viene affiancata dalla nipote Laura Marcora nella direzione del Coro dei Piccoli Cantori di Milano.
Nella sua lunga attività il Coro parteciperà a numerose trasmissioni televisive, all'incisione di famose sigle televisive, canzoni per bambini e incisioni di varie produzioni discografiche.
Tra le varie collaborazioni figurano quelle con: Quartetto Cetra, Lucia Mannucci, Sergio Endrigo, Bruno Lauzi, Gianni Meccia, Loretta Goggi, Ivana Spagna, Jovanotti, Lino Toffolo, Lino Patruno (l'autore di parole e musica della sigla della storica trasmissione televisiva Portobello), Adriano Celentano, Gianna Nannini, Edoardo Bennato, Toto Cutugno, Enrico Ruggeri, Anna Oxa, Franco Fasano, Enrico Riccardi, Antonio Ricci (voce cantata del Gabibbo), Red Canzian, Pooh, Pippo Franco, Iva Zanicchi, Cristina D'Avena, Marco Destro, Enzo Draghi, Giorgio Vanni, ma anche con i conduttori di Solletico, Bim Bum Bam e Ciao Ciao e recentemente con Francesco Baccini, Luca Barbarossa, Irama, Boomdabash, Carolina Benvenga, rovere, Mr. Rain.

### Autrice di canzoni
Dopo la fondazione dei Piccoli Cantori di Milano, Niny si dedica prevalentemente alla composizione di canzoni per bambini e alla canzone dialettale.
- 1966 Il suo brano I fratelli del Far West vince lo Zecchino d’Oro.
- 1971 realizza e pubblica l'LP Milan la nebbia interamente dedicato a Milano, con testi di Clerici, Beretta e altri.
- 1973 realizza un secondo LP milanese dal titolo Milan la gent con testi di Antonio Clerici, Evelina Sironi, Gici Gancini Granata e altri.
- 1975 realizza I Piccoli Cantori e la musica classica – edito dalla PDU.

### La morte
Muore a Milano il 31 gennaio 2010. È ricordata tra i cittadini illustri con una targa nel Famedio del Cimitero Monumentale di Milano.

## Premi e onorificenze
- 1966 vince l'ottava edizione dello Zecchino d'oro con la canzone I fratelli del far west (musica di Niny Comolli, testo di Vittorio Sessa Vitali).
- 1977 riceve il Premio alla memoria di Giovanni d’Anzi, con il brano La ballata del Tofino.
- 1979 Niny Comolli riceve dal Comune di Milano l'attestato di Benemerenza Civica per l'intensa attività di composizione di musiche per bambini, per la creazione di iniziative destinate ai Piccoli Cantori e per il suo contributo alla creazione e alla diffusione della canzone popolare milanese.